# 弗龙库尔拉科特
弗龙库尔拉科特（法語：Vroncourt-la-Côte，法語發音：[vʁɔ̃kuʁ la kot]）是法国上马恩省的一个市镇，属于肖蒙区。

## 地理
弗龙库尔拉科特（48°8'54"N, 5°30'35"E）面积4.19 平方千米，位于法国大東部大區上马恩省，该省份为法国东北部内陆省份，北起马恩省和默兹省，西接奥布省，西南接科多尔省，东南接上索恩省，东临孚日省。
与弗龙库尔拉科特接壤的市镇（或旧市镇、城区）包括：欧德隆库尔、于伊利埃库尔、勒韦库尔、迈松塞勒、托莱米利埃。

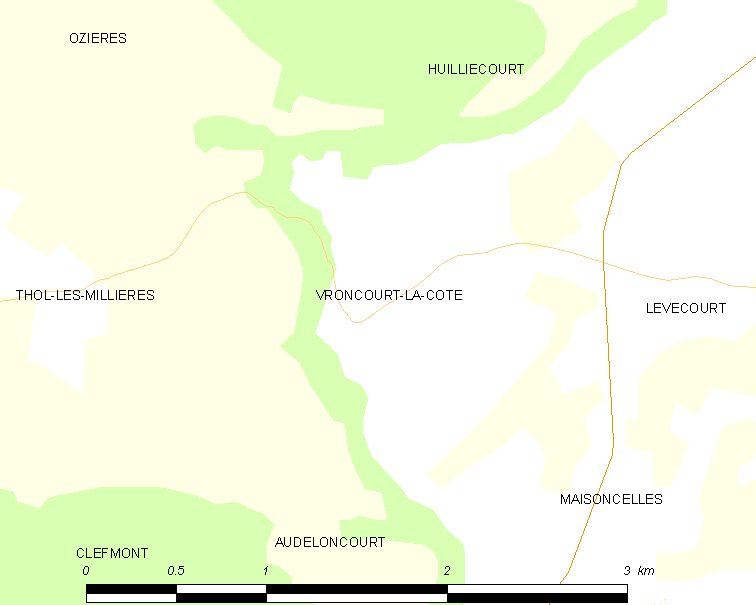
弗龙库尔拉科特的OSM定位图

弗龙库尔拉科特的时区为UTC+01:00、UTC+02:00（夏令时）。

## 行政
弗龙库尔拉科特的邮政编码为52240，INSEE市镇编码为52549。

## 政治
弗龙库尔拉科特所属的省级选区为普瓦松县。

## 人口

1962-2008年间弗龙库尔拉科特人口变化图示

弗龙库尔拉科特于2022年1月1日时的人口数量为27人。